# Canal Saint-Étienne (La Réunion)
Pour les articles homonymes, voir Canal Saint-Étienne.
Le canal Saint-Étienne est un canal d'irrigation de l'île de La Réunion, département d'outre-mer français dans le sud-ouest de l'océan Indien. Situé sur le territoire communal de Saint-Pierre, il alimente en eau le centre-ville à partir de la Rivière Saint-Étienne, située plus à l'ouest.